# Compsoptesis rufula
Compsoptesis rufula är en tvåvingeart som beskrevs av Villeneuve 1915. Compsoptesis rufula ingår i släktet Compsoptesis och familjen parasitflugor.
Artens utbredningsområde är Taiwan. Inga underarter finns listade i Catalogue of Life.